# Camille Lutz
Pour les articles homonymes, voir Lutz.
Camille Lutz est une pongiste française, née le 17 juillet 2002.
Elle est la sœur aînée de la pongiste professionnelle Charlotte Lutz. Elles incarnent avec les frères Alexis et Félix Lebrun et Prithika Pavade, la relève du tennis de table français pour les Jeux olympiques 2024 à Paris.

## Biographie
Âgée de 6 ans, Camille Lutz commence le ping à Hochfelden en Alsace sous l'impulsion de sa mère qui jouait en régionale.
Son premier entraineur Jérôme Richert a également accompagné le pongiste masculin de l'équipe de France Can Akkuzu.
Rapidement, elle intègre les regroupements régionaux et le Pôle Espoir Alsace où elle est suivie par Jérôme Richert et Benjamin Genin, qui l'accompagne encore en 2021. Cela l'amène à quitter le domicile familial à l'âge de 13 ans.
Après Hochfelden, elle évolue pour les clubs de Schiltigheim puis Saint-Denis US 93 TT, où elle joue en Pro A. Parallèlement au ping, elle mène des études en licence de sciences formelles mécaniques à La Sorbonne.
Elle est soutenue par la marque Cornilleau tout comme sa sœur Charlotte de trois ans sa cadette.
Aux championnats de France de tennis de table en décembre 2021, elle s'impose en huitièmes de finale face à Laura Gasnier, n°4 française, mais est éliminée en quarts face à Yu-Hua Liu, n°10 française, sur le score de 4 manches à 2.
En 2022, aux championnats de France de tennis de table, elle remporte ses deux premiers titres nationaux en devenant championne en double mixte (avec Alexis Lebrun) et en double dames (avec Prithika Pavade).
En 2023, aux championnats de France de tennis de table, elle remporte son troisième titre national, en devenant championne en double dames (avec Prithika Pavade).
En février 2024, aux Championnats du monde de tennis de table par équipes 2024, à Busan (Corée du Sud), elle est médaillée de bronze avec Jia Nan Yuan, Charlotte Lutz, Audrey Zarif et Prithika Pavade. L'équipe de France est défaite en demi-finale par la Chine (3 matchs à 0). Cela faisait 33 ans que l'équipe de France féminine n'avait pas remporté de médaille aux championnats du monde par équipes (la dernière étant également une médaille de bronze en 1991).
En mars 2024, aux championnats de France senior, elle remporte ses quatrième et cinquième titres nationaux, en devenant pour la seconde fois championne en double mixte (avec son conjoint Bastien Rembert), et pour la première fois en simple dames en remportant la finale contre sa sœur cadette Charlotte après avoir battu la favorite Prithika Pavade en demi-finale.

## Palmarès
Palmarès :
- 2024 : championne de France par équipes avec le TT Saint-Quentin
- 2024 : championne de France seniors (en simple dames et en double mixte)
- 2023 : championne de France seniors (en double dames)
- 2022 : championne de France seniors (en double mixte et double dames) ; médaille de bronze aux championnats d'Europe U21
- 2020 : Championne de France juniors ; troisième place aux championnats de France seniors
- 2019 : Championne de France juniors en double
- 2018 : Vice-Championne de France junior en double
- 2015 : Vice-Championne de France Cadettes en double
- 2013 : Championne de France benjamines en double ; Vice-championne de France benjamines en simple